# دیتر انگلهارت
دیتر انگلهارت (به آلمانی: Dieter Engelhardt) زاده ۱۸ اوت ۱۹۳۸ – درگذشته ۳۰ نوامبر ۲۰۱۸) بازیکن فوتبال و مهاجم اهل آلمان شرقی بود که از سال ۱۹۶۶ میلادی عضو تیم ملی فوتبال آلمان شرقی بوده‌است. وی در ۳ بازی ملی حضور داشته و در بازی‌های ملی‌اش ۱ گل به ثمر رساند. دیتر انگلهارت آخرین بازی ملی خود را در سال ۱۹۶۶ میلادی انجام داد.